# 아키바 메이드 전쟁
《아키바 메이드 전쟁》(일본어: アキバ冥途戦争 아키바 메이도 센소[*])은 Cygames와 P.A.WORKS가 제작한 일본의 애니메이션 작품이다. 2022년 7월부터 12월까지 TOKYO MX 등에서 방영되었다.
원제를 직역하면 "아키바 명도전쟁"이며 제목의 명도(冥途)는 메이드라고도 읽을 수 있는 중의적 의미를 내포하고 있다. 캐치프레이즈는 '모에와 폭력에 대하여'.

## 줄거리
1999년의 아키하바라. 극히 보통의 소녀, 와히라 나고미는 잡거 빌딩의 한 방에 있는 메이드 카페 '톤토코톤'에서 동경했던 메이드가 된다. 동시에 입점한 란코와 함께 일에 힘쓰지만, 점장에게 명령받아 둘이서 라이벌점에 편지를 전한다. 편지의 내용은 상대에게 시비를 거는 것과 같았다. 격양된 라이벌점의 점장에 대해 란코는 권총을 난사해 메이드들을 섬멸. 충격을 받은 나고미는 도망치려고 하지만 실패. 금과 피와 폭력과 욕망에 바르는 아키바의 메이드들 중에서 모에와 항쟁의 한복판을 돌진한다.

## 등장인물

### 톤토코톤
와히라 나고미(和平 なごみ)
성우 - 콘도 레이나
주인공. 귀여운 메이드가 되는 것을 꿈꾸며 아키하바라에 상경해 온 소녀. 담당 컬러는 핑크. 생일은 4월 2일 17세. 신장은 154cm. 혈액형은 B형. 좋아하는 것은 초콜릿. 거주지로 '톤토코톤'에 고용된다.
실패해도 좌절할 수 없는 근성이 있지만, 아키바의 현상이나 메이드 카페의 실태에 놀라게 되어, 목숨이 위협받는 나날을 보낸다. 도망치려고 했는데, 감시와 같이 란코와 침실을 함께 하게 되었기 때문에, 도망치지 못하고 있다. 성격 등에 어려운 등장인물이 많은 본작에서 몇 안되는 상식인이다.
길거리에서 가게의 전단 배부를 하고 있었는데, 똑같이 전단 배부를 하고 있던 메이드인 네루라와 만나 친해지고, 나중에 네루라와 자매 인연을 맺게 된다.
만넨 란코(万年 嵐子)
성우 - 사토 리나
장기간 아키하바라에서 떨어져 있었지만, 다시 돌아온 과묵한 메이드. 담당 컬러는 빨강. 생일은 5월 9일의 35세(5화에서 36세가 된다). 신장은 166cm. 혈액형은 O형. 나고미의 룸메이트가 되었다.
왼손잡이이지만, 젓가락이나 권총은 오른손을 사용한다. 전투 중에 적이 떨어뜨린 권총을 주워 즉흥으로 니쵸 권총을 해내고, 아키바 파이트 클럽에서는 모브의 메이드를 용이하게 기절에 몰아넣거나 군대 출신의 조야와도 호각 이상의 격투전을 펼치는 등, 전투력은 지극히 높다. 서투르고, 싸움에는 손을 빠지지 않는 타입이다. 좋아하는 것은 라면, 특기는 야구다.
유메치(ゆめち)
성우 - 타나카 미나미
가게의 에이스인 트윈 테일이 특징인 메이드. 실명은 히이라기 유메(柊結夢). 생일은 7월 21일. 담당 컬러는 녹색. 신장은 149cm. 혈액형은 AB형. 퍼즐 게임이 잘하고 좋아하는 것은 차 절임. 포커에서는 상대의 사기극을 간파하는 등의 안목도 가진다. 손님에게는 미소를 짓지만, 실제로는 쿨한 독설가.
한편으로 점장 이상으로 직원을 소중하게 생각하고 있어 란코의 생일을 서프라이즈로 계획하기 위해 한 연극 치기도 한다.
쉬폰(しぃぽん)
성우 - 쿠로사와 토모요
갸루 메이드. 실명은 고토 시노(後藤志乃). 생일은 4월 28일. 담당 칼라는 노랑. 신장은 158cm. 혈액형은 O형. 궁지라도 움직이지 않는 노천기 성격.
조야(ゾーヤ)
성우 - Jenya
군대 출신의 러시아인 하녀. 담당 컬러는 보라색. 신장은 175cm. 생일은 2월 23일. 혈액형은 A형. 3화에서의 전 군인이었던 것이 말해진다. 한 번은 아키바의 메이드에 흥미가 솟아오고 일본에 와서 메이드 카페에 체험 입점했지만, 항상 불상면에서 미소를 만들 수 없었기 때문에 메이드를 그만두게 된다. 그 후 점장에게 스카우트되어 입점한다.
점장(店長)
성우 - 타카가키 아야히
메이드 카페 '톤토코톤'의 점장. 본편 중에서는 '점장'이라고 밖에 불리고 있지 않지만, 6화 WEB 예고에서는 야에가시 야스코(樫靖子)라고 자칭하고 있다. 바텐더 같은 복장으로 근무하고 있다. 담당 컬러는 파랑. 신장은 158cm. 혈액형은 AB형. 생일은 1월 1일의 30세로 독신. 옛날에는 메이드였다고 5화에서는 란코의 대신으로서 메이드 모습이 되었다. 상납비를 체납하고 있기 때문에 취급 가게를 두려워하고, 도망치기 위해서라면 가게나 프라이드를 팔기조차 그만두지 않는 생각의 소유자이지만, 7화에서 가게를 도망쳐 일시적으로 떨어진 나고미는 "병결" 취급으로 국적을 남겨두는 등, 직원을 생각한다. 그러나 11화에서는 약한 기분에 휘말려, 메이드보다 먼저 총격전에서 도망치려고 자살 미수하려다가 유메치에게 말려진다.
오카치마치(御徒町)
성우 - 히라노 아야
팬더의 인형탈을 착용한, 가게의 마스코트와 같은 존재. 신장은 175cm. 생일은 10월 28일. 혈액형은 Rh-의 O형. 넥타이와 명찰을 붙이고 있기 때문에 일단 메이드 취급으로되어 있으며, 입구 보드에도 사진이 붙어있다. 기본적으로 일절 말하지 않는다.

### 짐승랜드 그룹
나기(凪)
성우 - 미나가와 준코
짐승랜드 그룹의 리더. 메이드 옷 바람 드레스를 입은 여자. 신장은 166cm. 혈액형은 A형. 생일은 9월 5일. 그룹에 대한 충성심을 모토로 하고 순종할 수 없는 자는 배제하는 냉철한 성격을 가진다.
수금업자(取り立て屋)
성우 - 우치야마 코우키
1999년 당시의 오타쿠의 스테레오 타입인 복장을 한 청년. 상납금의 취급을 실시하고 있다.
사노 미노리(佐野みのり)
성우 - 코바야시 유우
짐승랜드 그룹소속의 조교사. 그룹 발전을 위해 각 점포에 보내지는 메이드 교육 전문가 중 한 명.
켕켕 카페 점장
성우 - 타카하시 리에
짐승랜드 그룹에 속한 메이드 카페의 점장.
충견 메이도그 점장
성우 - 나카노 사이마
짐승랜드 그룹에 속한 메이드 카페의 점장.
카오루코(薫子)
성우 - 오구라 유이
짐승랜드 그룹에 속한 메이드 카페 '메이드 쉽'에 소속. 생일은 5월 9일.
사자 에이스 메이드
성우 - 히카사 요코
나기의 직역점인 기라기라이온의 에이스 메이드.
소 에이스 메이드, 고양이 에이스 메이드, 곰 에이스 메이드
성우 - 토미타 미유, 마츠다 사츠미, 시모지 시노
짐승랜드 그룹에 속한 각 메이드 카페의 에이스 메이드.
캥거루 임원
성우 - 와타나베 아케노
짐승랜드 그룹의 간부 중 한 사람.

### 메이드리안 그룹
마나미 슈퍼노바 야마기시(愛美・スーパーノヴァ・山岸)
성우 - 유린 치아키
메이드리안 그룹의 간부. 붉은 초신성이라는 별명을 가졌다.
미야비(みやび)
성우 - 키타무라 에리
마나미를 섬기고 있는 메이드로 마나미가 부재 중일 때 점장 대행으로서 가게를 운영했다.
네루라(ねるら)
성우 - 이와미 마나카
침략 카페 데스트론 소속 메이드. 키는 158cm. 혈액형은 B형으로 생일은 9월 12일. 가게나 그룹이 달라고 쓰레기를 신경쓰는 상냥한 성격.
우가키 카즈에(宇垣和枝)
성우 - 사이토 키미코
메이드리안 그룹의 대표. 마나미가 수감된 사이에 전 대표가 사망했기 때문에 대표로 취임했다. 운영 능력이 뛰어나, 짐승랜드 그룹에 다가오는 기세로 급성장 시킨 인물이다.
츄키츄키츠키짱 점장
성우 - 타케타츠 아야나
톤토코톤의 라이벌 계열점 '츄키츄키츠키짱'의 여성 점장.
침략카페 데스트론 점장
성우 - 우치야마 유미
카스미
성우 - 카나자와 마이
모리이
성우 - 이시가미 시즈카
에루
성우 - 야마무라 히비쿠
츄키츄키츠키짱 메이드
성우 - 스즈키 아이나

### 그 외 등장인물
대장
성우 - 코야마 츠요시
톤토코톤 아래에서 가게를 운영하는 가면 가게의 대장.
사채업자 대표
성우 - 오노 아츠시
돈이 곤란한 점장에게 불법 카지노 '메이드 카지노'를 소개하지만 실은 뒤에서 카지노의 딜러와 연결되어 있다.
딜러 메이드
성우 - 코마츠 미카코
스에히로
성우 - 스와베 준이치
톤토코톤의 새로운 단골 손님으로 조용한 남성. 란코의 팬으로 보인다.

## 스태프
- 원작 - 짐승랜드 경영전략실
- 감독 - 마스이 소이치
- 시리즈 구성 - 히키 요시히로
- 캐릭터 디자인·총작화 감독 - 니이 마나부
- 미술 감독 - 혼다 코헤이
- 미술 설정 - 이라나미 리사
- 색채 설계 - 나카노 나오미
- 프롭 설정 - 이리에 켄지, 나베타 카요코
- 촬영 감독 - 이시구로 루미
- 3D 감독 - 오가와 코헤이
- 특수 효과 - 무라카미 마사히로
- 편집 - 타카하시 아유무
- 음향 감독 - 이이다 사토키
- 음향 효과 - 나카노 카츠히로
- 음악 - 이케 요시히로
- 음악 제작 - Cygames
- 프로듀서 - 타케나카 노부히로, 하야시 마사노부, 야오디, 아라이 코타, 츠지 미츠히토, 소토카와 아키히로, 키타자와 후미타카, 오쿠나가 요시마사, 나카데 테츠시
- 애니메이션 프로듀서 - 하시모토 마사히데
- 애니메이션 제작 - P.A.WORKS
- 제작 - 아키바 메이드 전쟁 제작위원회

## 주제가
메이드 대회전(メイド大回転)
톤토코톤 스태프 일동에 의한 오프닝 테마. 작사는 SHIBU, 짐승랜드 경영전략실, 작곡·편곡은 SHIBU.
메이드의 자장가(冥途の子守唄)
만넨 란코(사토 리나)에 의한 엔딩 테마. 작사·작곡·편곡은 이소자키 타케시.
언제나 소녀 선언☆(一生女の子宣言☆)
만넨 란코(사토 리나)에 의한 엔딩 테마. 작사는 nobara kaede, 작곡·편곡은 카와사키 토모야.
순정 메이드 때려죽여주 KISS(純情メイドぶっころ主KISS)
히이라기 유메(타나카 미나미)에 의한 삽입곡. 작사는 nobara kaede, 작곡·편곡은 카토 유스케.
그렇기에 돼지비계는 빛난다(ゆえに背脂は輝く)
팀 톤토코톤에 의한 제8화 삽입곡. 작사는 후루야 마코토, 작곡·편곡은 야마시타 요스케.

## 방영 목록
| 화수 | 제목                                                                             | 각본            | 그림 콘티                     | 연출                                                                | 작화 감독 | 방송일          |
| ---- | -------------------------------------------------------------------------------- | --------------- | ----------------------------- | ------------------------------------------------------------------- | --- | --------------- |
| #01  | ブヒれ! 今日からアキバの新人メイド! 꿀꿀대! 오늘부터 아키바의 신입 메이드!       | 히키 요시히로   | 마스이 소이치                 | 오오타 토모아키                                                     | 오오히가시 유리에 이리에 켄지 스즈키 리사 스기미츠 노보루 마에다 요시히로 사이토 케이코 미야하라 타쿠야                                                                                           | 2022년 10월 7일 |
| #02  | 賭博萌キュン録 ゆめち 도박모에큥록 유메치                                        | 코모리 사지     | 마스이 소이치                 | 사사키 타다요시                                                     | 미즈노 사요 미야자키 츠카사 나베타 카요코 | 10월 14일       |
| #03  | メイドの拳、膵臓の価値は 메이드의 주먹, 췌장의 가치는                            | 히다카 카츠로   | 하시모토 마사카즈             | 노시타니 미츠타카                                                   | 미야자키 츠카사 미요시 유카 야노 코헤이 나베타 카요코 노구치 마사츠네 | 10월 21일       |
| #04  | 実録! 豚の調教師だブー‼ 실록! 돼지의 조련사다꿀!!                                | 히키 요시히로   | 마스이 소이치                 | 이치무라 테츠오                                                     | 나베타 카요코 이나구마 잇코 나카야마 미유키 리오 타카하시 리쿠토 호죠 마스미 우메다 타카츠구 이치하라 케이코                                                                                      | 10월 28일       |
| #05  | 赤に沈む! 三十六歳生誕祭! 붉게 가라앉다! 36세 탄생제!                            | 히다카 카츠로   | 허종                          | 오오타 토모아키                                                     | 미즈노 사요 오노 카즈미 요시다 하지메 이민배 심민현 | 11월 4일        |
| #06  | 姉妹盃に注ぐ血 赤バットの凶行 자매결연에 쏟아지는 피 붉은 배트의 끔찍한 짓       | 요나이야마 요코 | 허종                          | 무라야마 키요시                                                     | 이카이 카즈유키 야마무라 토시유키 카타오카 에미코 박지승 사코에 사라 마츠시타 준코 鰻 重子 rere Cerberus Suwarin Promjutikanon Chotanan Pipobworachai                                             | 11월 11일       |
| #07  | 獣抗争史! 秋葉外生命体血戦‼ 짐승 항쟁사! 아키바 외 생명체 혈전!!                 | 요나이야마 요코 | 사사키 타다요시 마스이 소이치 | 사사키 타츠야                                                       | 미야자키 츠카사 미요시 유카 스즈키 리사 스기미츠 노보루 오노 카즈미 이나구마 잇코 노다 토모미 | 11월 18일       |
| #08  | 鮮血に染まる白球 栄光は君に輝キュン♡ 선혈에 물드는 흰 공 영광은 그대에게 빛나큥♡ | 히다카 카츠로   | 사카타 준이치                 | 사사키 타다요시                                                     | 야노 코헤이 나베타 카요코 노다 토모미 이민배 심민현 | 11월 25일       |
| #09  | 秋葉生態系狂騒曲! メイドの萌え登り‼ 아키바 생태계 광조곡! 메이드의 모에 오르기!! | 요나이야마 요코 | 허종                          | 우치호리 마사토                                                     | 우에노 타쿠시 타카츠마 타쿠미 모로토미 나오야 모리타 유시 토미야 미카 | 12월 2일        |
| #10  | メイド心中 電気街を濡らす涙雨 메이드 동반자살 전자상가를 적시는 눈물비           | 코모리 사지     | 이치무라 테츠오               | 이치무라 테츠오                                                     | 미즈노 사요 미야자키 츠카사 미요시 유카 야노 코헤이 스기미츠 노보루 나베타 카요코 오오히가시 유리에 스즈키 리사 호죠 마스미 나카야마 미유키 타카하시 리쿠토 이나구마 잇코 사토 코노미 고다 마사미 | 12월 9일        |
| #11  | 萌えなき戦い 모에 없는 전쟁                                                      | 히키 요시히로   | 허종                          | 나카가와 아츠시                                                     | 스즈키 유스케 토미야 미카 후지모토 유이치로 후지 유코 미야자키 테루 욧케 시게쿠니 유지 타카츠마 타쿠미 모로토미 나오야                                                                            | 12월 16일       |
| #12  | 萌えの果て 모에의 끝                                                             | 히키 요시히로   | 마스이 소이치                 | 오오타 토모아키 사사키 타다요시 노시타니 미츠타카 하시모토 마사카즈 | 미야자키 츠카사 미즈노 사요 나베타 카요코 오오히가시 유리에 스즈키 리사 오노 카즈미 사카이 미카 이나구마 잇코 미우라 나나                                                                         | 12월 23일       |